# Bataha Santiago
 (avril 2024).
La mise en forme du texte ne suit pas les recommandations de Wikipédia : il faut le « wikifier ».
Les points d'amélioration suivants sont les cas les plus fréquents. Le détail des points à revoir est peut-être précisé sur la page de discussion.
- Les titres sont pré-formatés par le logiciel. Ils ne sont ni en capitales, ni en gras.
- Le texte ne doit pas être écrit en capitales (les noms de famille non plus), ni en gras, ni en italique, ni en « petit »…
- Le gras n'est utilisé que pour surligner le titre de l'article dans l'introduction, une seule fois.
- L'italique est rarement utilisé : mots en langue étrangère, titres d'œuvres, noms de bateaux, etc.
- Les citations ne sont pas en italique mais en corps de texte normal. Elles sont entourées par des guillemets français : « et ».
- Les listes à puces sont à éviter, des paragraphes rédigés étant largement préférés. Les tableaux sont à réserver à la présentation de données structurées (résultats, etc.).
- Les appels de note de bas de page (petits chiffres en exposant, introduits par l'outil «  Source ») sont à placer entre la fin de phrase et le point final[comme ça].
- Les liens internes (vers d'autres articles de Wikipédia) sont à choisir avec parcimonie. Créez des liens vers des articles approfondissant le sujet. Les termes génériques sans rapport avec le sujet sont à éviter, ainsi que les répétitions de liens vers un même terme.
- Les liens externes sont à placer uniquement dans une section « Liens externes », à la fin de l'article. Ces liens sont à choisir avec parcimonie suivant les règles définies. Si un lien sert de source à l'article, son insertion dans le texte est à faire par les notes de bas de page.
- La présentation des références doit suivre les conventions bibliographiques. Il est recommandé d'utiliser les modèles {{Ouvrage}}, {{Chapitre}}, {{Article}}, {{Lien web}} et/ou {{Bibliographie}}. Le mode d'édition visuel peut mettre en forme automatiquement les références.
- Insérer une infobox (cadre d'informations à droite) n'est pas obligatoire pour parachever la mise en page.

Pour une aide détaillée, merci de consulter Aide:Wikification.
Si vous pensez que ces points ont été résolus, vous pouvez retirer ce bandeau et améliorer la mise en forme d'un autre article.
Don Jugov Santiago, populairement connu sous le nom de Bataha Santiago, était le troisième roi du royaume de Manganitu dans les îles Sangihe de l'Indonésie moderne. Il régna de 1670 jusqu'à sa mort en 1675 et est connu pour son opposition à l'ouverture de relations avec les Néerlandais, ce qui aboutit à sa déposition et à son exécution. Il a reçu le titre de Héros national d'Indonésie en 2023.

## Jeunesse
Santiago est né dans le village de Bowongtiwo-Kawihu, Manganitu (qui fait maintenant partie du district de Manganitu), en 1622. Il existe différentes sources concernant son nom de naissance, certaines mentionnant le plus court « Don Jugov Santiago » tandis que d'autres l'enregistrent comme « Don Jogolov Sint Santiago »,. Une autre source affirme que son nom de baptême était "Don Jugov Santiago". Le royaume de Manganitu à Sangihe avait déjà embrassé le catholicisme depuis ses contacts avec les jésuites. En 1666, à l'âge de 44 ans, ses parents l'envoyèrent s'inscrire à l'Université de Santo Tomas dans les Indes orientales espagnoles ( Philippines actuelles). Il termina ses études en quatre ans et retourna à Manganitu en 1670 pour succéder à son père, qui avait abdiqué plus tôt dans l'année,.

## Règne et mort
Le règne de Santiago a coïncidé avec un commerce intense pour la région, notamment vers et depuis les Indes orientales espagnoles. Il entretenait alors des relations étroites avec l’Espagne. En 1675, le gouverneur de la Compagnie néerlandaise des Indes orientales, Robertus Padtbrugge, s'approcha de Santiago pour signer des accords commerciaux avec l'entreprise, qui était encore basée à l'époque aux Moluques,,. À la suite du refus de Santiago, la société a envoyé des sultans et des rois des Moluques voisines, dont le sultan Kaitjil Sibori, pour le persuader de signer le contrat. Santiago a maintenu son refus et a ensuite déclaré la guerre à l'entreprise,. La guerre aboutit à sa défaite ; Santiago fut finalement pendu en 1675 à Tanjung Tahuna.

## Héritage
Santiago est considéré comme un héros par les habitants du nord de Sulawesi, en particulier par ceux de la plus petite région d'îles connue collectivement sous le nom de Nusa Utara. Korem 131/Santiago, un commandement militaire indonésien basé à Manado sous Kodam XIII/Merdeka, porte son nom,. Sa tombe a été redécouverte en 1950. Plusieurs endroits, en particulier ceux de la régence des îles Sangihe, portent son nom, notamment Gelora Santiago Field dans la ville de Tahuna,, et le village urbain ( kelurahan ) de Santiago dans la ville,. Une statue de lui a été construite en 2009 sur l'île la plus septentrionale de l'Indonésie, Miangas, par le gouvernement,. Il a été nommé héros national de l'Indonésie par le gouvernement provincial de Sulawesi du Nord, ce qui a été accepté et décerné le 10 novembre 2023 par Joko Widodo,,,.